# Sinclair (Wyoming)
Sinclair è un centro abitato (town) degli Stati Uniti d'America, situato nella Contea di Carbon dello Stato del Wyoming. Nel censimento del 2000 la popolazione era di 423 abitanti.

## Geografia fisica
Secondo i rilevamenti dell'United States Census Bureau, la località di Sinclair si estende su una superficie di 6,3 km², tutti occupati da terre.

## Popolazione
Secondo il censimento del 2000, a Sinclair vivevano 423 persone, ed erano presenti 115 gruppi familiari. La densità di popolazione era di 67 ab./km². Nel territorio comunale si trovavano 211 unità edificate. Per quanto riguarda la composizione etnica degli abitanti, il 96,22% era bianco, lo 0,47% era afroamericano, l'1,42% era nativo, lo 0,95% apparteneva ad altre razze e lo 0,95% a due o più. La popolazione di ogni razza ispanica corrispondeva al 2,60% degli abitanti.
Per quanto riguarda la suddivisione della popolazione in fasce d'età, il 27,2% era al di sotto dei 18, il 6,1% fra i 18 e i 24, il 26,0% fra i 25 e i 44, il 27,9% fra i 45 e i 64, mentre infine il 12,8% era al di sopra dei 65 anni di età. L'età media della popolazione era di 41 anni. Per ogni 100 donne residenti vivevano 97,7 maschi.